# Microcos ceramensis
Microcos ceramensis är en malvaväxtart som beskrevs av Karl Ewald Maximilian Burret. Microcos ceramensis ingår i släktet Microcos och familjen malvaväxter. Inga underarter finns listade i Catalogue of Life.